# 妹達
妹達（シスターズ）は、鎌池和馬作のライトノベル作品『とある魔術の禁書目録』に登場する架空の集団、及び人物。アニメ版、ドラマCD版、ゲーム版共通して声優はささきのぞみ（一部を除く、詳細は後述）。

## 概要
御坂美琴をオリジナルとして製造された、体細胞クローンの総称である。
劇中における「量産能力者（レディオノイズ）計画」及び「絶対能力進化（レベル6シフト）実験」への利用を目的として作成され、これらの計画が頓挫した後は世界各国の研究機関に身体の治療を目的として派遣されている。
劇中では20005体の製造が確認されている。内訳は量産型20000体、ネットワーク管理個体1体、特殊用途1体、プロトタイプ3体である。以後、この順番で各個体について述べる。

## 1 - 20000号
いわゆる量産型。通称「ミサカ（あるいはミサカシリーズ）」、ミサカ○○号と表記される。単価18万円。
作成には、まずターゲットとなる年齢を設定して培養器内で肉体を生成する。人体と人格には「ZID02」、双方の成長過程には「RIZ13」と「HEL03」の投薬を用い、約14日間で美琴と同様の人体を形成する。この時点では言語能力もない状態であり、学習装置を用いて適宜人格を書き込むことで、通常の人間同様に活動できるようにする。能力は総じて美琴に劣っているが、初期製造型の頃にはこの件が認知されていなかった。後期製造型（後述）では美琴に比較的近い能力を獲得させることもできるようになったが、製造用途が特殊であったため、量産化までには至っていない模様。また、美琴が発電系能力者であることを生かし、「妹達」の個体同士をノードとしたネットワークが構築されている（ミサカネットワークを参照）。

### 容姿
外見は美琴と瓜二つ（イラストやアニメでの目の描かれ方などは異なる）だが、能力は大幅に劣るため、電磁波を視覚化する軍用ゴーグルや多様な銃器を常備して戦力を補っている。衣服は研究機関から支給されている常盤台中学校の制服を基本としているが、学園都市外にいる個体は土地に合わせた服装をしている。また、下着は縞パンを着用している。作中の人物たちの多くは美琴と「妹達」を外見で判別できず、普段はゴーグルの有無や性格、美琴が常用している短パンを履いているか否かなどで判別している。

### 性格
無表情だが、性格は美琴と同じくやや短気でキレやすい。「○○、とミサカは××します」と、自分の行動や内心を他人の事を話すような言い方で話すのが特徴。それ自体は丁寧な口調だが、内容は毒舌であることも多い。紅茶にはけっこううるさい。ミサカネットワークによってその記憶や思考は全体で共有されているため、当初は個体間に明確な違いは無かったが、徐々に個性と呼べるものが芽生えつつある。しかし、未だ人間の持つ憎悪の感情などは希薄らしい。

### 生活
「絶対能力進化実験」凍結後、冥土帰しが保護者のような立場となっており、10032号（御坂妹）など数体は彼の病院にいる。残りは、クローン体特有のテロメアの短さによる短命を克服すべく世界各国の研究機関に派遣され、そこで治療を受けている。
後述の「オーバーロードリベンジ」で世界が注目する中で「消失」した人間たちのために戦い、その姿勢を大統領ロベルトが人間であると擁護した事で、国際的にも「人間」として認識される風潮が生まれている。そして、社会に受け入れられるため、いくつかのグループに分け、学習活動、公共活動、金融活動、労働活動、研究活動など様々な分野でテストさせる事が決定される。

### 作中での行動
研究者が筋ジストロフィーの治療という名目で美琴を騙して提供させたDNAマップが発端となり、それが天井亜雄によってレベル5の「超電磁砲」の量産を目指す「量産能力者計画」に転用されたが、レベル3程度の「欠陥電気」しか作れず、計画は破綻する。しかし、「妹達」の存在を知った組織により、「絶対能力進化（レベル6シフト）実験」で一方通行の標的役に選ばれる。1号から10031号までは虐殺されてしまったが、10032号を上条当麻が救ったことをきっかけとして計画は中止に至り、「妹達」への虐殺は終わる。
やがて、世界中へ散った「妹達」は雲川芹亜の依頼により、超能力機関から「原石」たちを守るためにミサカネットワークを介した同時鎮圧作戦を展開する。その後、反学園都市サイエンスガーディアンの決起に伴ってすべての痕跡を消した後、姿を消す。学園都市の全機能停止時には密閉されたコンテナを使い、貨物扱いで外へ脱出する。
12月26日にはイギリス政府からの要請で「オペレーション・オーバーロードリベンジ」が行われているロサンゼルスへ一部の個体が派遣され、キトリニタスに苦戦する上条を助けて遠隔操作される学園都市のファイブオーバーと戦った。

### 能力
発電能力系「欠陥電気（レディオノイズ）」。レベルは2から3の間でそれぞれ個体差がある。能力的には「美琴の1%にも満たない」程度で、実力は「2万人集まっても美琴に敵わない程度」と表記されている。それでも戦術的応用性は高く、空気中の酸素をオゾンに電気分解することで相手の窒息を狙うなども可能。その一方、美琴と同じく全身から微弱な電磁波を発しているため、動物好きなのに逃げられやすい。また、美琴のマイクロ波レーダーの逆位相の周波数を利用する事で、レーダーを潰して接近する事ができるが、美琴の同系統最大能力による高出力ジャミングに対して脆弱性があるので、近くで甚大な電磁波を照射されるとトランスを起こしてしまう。
能力に加え、「学習装置」由来の軍事知識を有しており、銃火器や軍用機の扱いにも精通している。生存個体だけでも全員集めれば旅団クラスの戦力で、ミサカネットワークで連携し、学園都市最新鋭の戦術までインプットされているので、ロシアの正規軍200人中隊と比較しても文字通り桁違いであると言われている。

#### ミサカネットワーク
「妹達」の脳波リンクネットワーク。「妹達」は、電気操作能力や常に放出している電波、全個体の脳波が同一であることを利用し、脳波を電気信号として発信することで意識や思考を共有している。リアルタイム通信のように情報を送受信して組織行動を取ったり記憶のバックアップを取ることで、死後や記憶喪失後であっても記憶を永続させたり、並列コンピュータのように並列演算することなども可能。これにより、「妹達」は各々を神経細胞とする巨大な1つの大脳のようにも機能する。「妹達」の中では上位個体である打ち止めのみ、ミサカネットワーク全体や他の個体に対する制御や命令権限を有している。なお、この技術は木山春生が幻想御手を作る際参考にしたとされる。
打ち止めの一件以降は冥土帰しにより、一方通行の演算補助にも使われている。また、ミサカネットワークによってAIM拡散力場全体の指向性を操作し、虚数学区・五行機関を制御できる。ミサカネットワークはアレイスター＝クロウリーの計画にとって重要らしく、ヒューズ＝カザキリの現出のカギとなっている上、AIM拡散力場となっている学園都市以外の地域にヒューズ＝カザキリ（エイワス）が出向く際には、AIM拡散力場を拡大できる。

##### 人造の樹（クロノオト）
ミサカネットワークをもとにクリファパズル545が構築した、「生命の樹」にも「邪悪の樹」にもどちらにも当てはまらず、善も悪も持たない第3の樹。あらゆる神話伝承に登場しない新たな樹にして、神の手によらず人の手で御する可能性を持った神秘。「後世の魂の変化」を網羅した図面であり、現代まで存在しなかった新しい価値観、人が自ら生み出した最先端の文明に振り回されてしまう心の形を表している。

### 作中に登場した各個体

#### 1号
「絶対能力進化実験」に最初に投入された妹達の1人。
当初は「量産能力者計画」のために製造されたが、計画の頓挫と共に保管されていたところを「絶対能力進化実験」に流用される。研究所内を決闘場として行われた絶対能力移行第1次実験で、一方通行にハンドガンを武器として応戦するも彼の情報を何も持たされていなかったために軽くあしらわれ、敗北する。一方通行はあきれてそのまま立ち去ろうとしたが、どちらかの死亡まで実験を継続させようとする研究者たちの指示に従って戦闘を継続した結果、自分が撃った銃弾が一方通行に無意識に反射されてしまって自分に命中し、致命傷を負い、死亡する。

#### 8912号
2万人の「妹達」の中で最初に「外部研修」に出された個体。本人の番号は作中には出ていないが、彼女の1つ前の8911号までが屋内での「実験」で一方通行に殺害された事を布束が話していた事から彼女が8912号である事が分かる。研究室の屋内から屋上に出る前に布束からミルクティーをもらい、テスタメントで知った味との違いに興味を持つ。そしてミルクティーを飲んだ後、布束と共にエレベーターで屋上に上がる。そして眩しい太陽、その暖かさ、優しく吹き抜ける風、研究施設の外の空気を初めて感じ、「世界とは、こんなにも眩しいものだったのですね。」と言い、布束に大きな衝撃を与える。そして彼女のその言葉で布束はクローンである「妹達」を単なる「作り物」とは思えなくなり、布束はその後、実験の妨害をするようになった。

#### 9982号
「絶対能力進化実験」に投入された2万人の「妹達」の1人。美琴が遭遇した最初の「妹達」。8月15日の外部研修中に美琴と遭遇し、数時間行動を共にする。この遭遇によって美琴は、「絶対能力進化実験」の存在を知ることになる。
動物を気遣うなどの心根の優しさは、美琴に準拠。他の「妹達」と同様に淡々とした口調だが、表情などはやや豊か。初めて食べたアイスクリームを気に入って勝手に美琴の分まで食べてしまったり、その後も美琴をからかったりと腹黒い一面も持っている。あまり少女趣味はないようで、美琴の趣味嗜好には愕然となったが、彼女からもらったカエルのバッジは喜んで着けている。戦闘のセンスも良く、絶対能力移行第9982次実験では、戦闘を開始してすぐ自らの電力で照明を破壊して一方通行の視界を奪ったり、地雷の上に一方通行を誘導して攻撃したりしたものの、圧倒的な力の前に追い詰められる。その際片足を引き千切られてしまうが、最後の力を振り絞って服から外れたバッジまで這って行き、拾い上げたバッジを見つめながら、一方通行が落下させた鉄道車両で押し潰され、死亡する。

#### 10031号
上条が出会った最初の個体。8月20日、上条と美琴の自販機の件で白井黒子がテレポートを用いて去った直後の公園へ現れた後、美琴に連行されていく。「絶対能力進化実験」を中止に追い込んだと勘違いしていた美琴の八つ当たりによる心痛を胸の痛みと表して研究員へ報告したが、実験に支障がないという本人の判断から特に治療は行われていない。翌日夕方の実験開始後、路地裏で一方通行に体内の血流を逆転させられたことで全身を破裂させられ、死亡する。この後、この現場を上条に発見され、遺体は10032号らによって回収される。このことで上条は、「絶対能力進化実験」の存在を知ることになる。

#### 御坂妹 / 10032号
本作のヒロインの1人で、上条が出会った2体目の個体。多量の缶ジュースを運ぶ上条の助力を申し出る（この時、上条は公園で出会った10031号との区別ができていない様子）。上条からの呼び名で「御坂妹」と表記される。
「絶対能力進化実験」における最後の戦闘となった8月21日夜の「第10032次実験」に参加した個体であり、重傷を負わされたものの、実際に一方通行と戦闘を行った個体の中で唯一生き残った個体。上条と交流を持った頻度では最多を誇り、彼が実験の阻止を決意するきっかけになった個体でもある。実験凍結後は、冥土帰しの病院に入院している。打ち止めに悪戯でゴーグルを強奪された際、美琴と見分けがつかないからと上条に買ってもらったハートのネックレスを身につけている。動物を好きだったりゲコ太ストラップに目を奪われたりと、基本的に感性こそ美琴と同じものの羞恥心は無いに等しく、公衆の面前でもパンツが丸見えになろうが全裸を見られようが、平然としている。また、博識な割には中途半端に非常識な面も持っており、ひよこを模したお菓子を本物のひよこと思い込んだ上、それを食べた上条に激昂したことがある。
美琴と同じく上条に想いを寄せている（本人曰く「真っ白な超能力者派ではなくツンツン頭の無能力者派」。）が、彼女とは違い素直であるため、上条の腕に抱きついたり、上記のネックレスを美琴に見せびらかしながら畳みかけたりしている。
上条と出会って間もない頃、捨てられていた黒猫を拾う。動物に嫌われる体質や実験で殺される予定という自分の事情から上条へ押し付けようとしたが、実験凍結後は病室で飼育ケースに入れて飼っている。当初は「いぬ」「徳川家康」「シュレーディンガー」などと名づけようとしたが、結局は「保留」となる。
劇場版『エンデュミオンの奇蹟』では9月18日に負傷で入院していた上条と土御門、ステイルの会話からエンデュミオン崩壊計画を他の妹達と共に盗み聞き、これが打ち止めと一方通行にも伝わり、2人も崩壊阻止に勤しむ事になる。物語終盤にエンデュミオンの警備ロボット群を破壊するため、通常装備で武装した他の個体達を伴って登場するが、自らは「いまどきのムスメカ」仕様の装備（プロトタイプ）をしている。
『超電磁砲』大覇星祭編では、初日の19日に街を歩いているところを美琴と間違われて「バルーンハンター」に参加、見事な活躍を見せたが馬場によってナノデバイスを打たれて昏倒、食蜂たちに保護されることとなる。しかし幻生に見つかり「多才能力」による「心理掌握」でミサカネットワークにウイルスを流し込むために利用されてしまう。美琴の暴走が収まってからもナノデバイスの後遺症のため入院していたが、無事回復する。9月30日に上条と再会し、上述のネックレスをプレゼントしてもらった。
12月24日には保護者の元を脱走した打ち止めを連れ戻す役を代表して任され、その際に一方通行によるオペレーションネーム・ハンドカフスに抵抗する「暗部」存続派と争うことになり、上条達と共に事態の解決に当たる。打ち止めの護衛役を志願し、上条の提案で一方通行が籠城する秘匿取調室に向かう。元日には公共活動の一環で警備員の人数不足を補うために第11学区東ゲートに配属される。

#### 10046号
外伝『とある科学の一方通行』に登場する個体。一方通行から逃げるDA構成員が人質にしようとした母子を庇うが、逆に自らが捕らわれの身となってしまう。その後は意識を失ったまま菱形に回収され、蛭魅が絶対能力者へ至るために必要な「公式」に必要な10000回の死の記憶を奪われたが一方通行によって救出される。

#### 10777号
ロシアの学園都市協力機関に預けられていた個体。第三次世界大戦の最中、ロシアにやってきた美琴と遭遇し、あくまでプライベートとして行動を共にする。他の個体と同じく上条を好いている節があり、遠距離で会えないことを悲しく思ったり、アクセサリーやストラップをもらっていないことで、美琴や御坂妹に差を付けられていると感じている。

#### 19090号
学園都市の冥土帰しの病院に残った個体。また、『超電磁砲』において「絶対能力進化実験」阻止のため布束砥信によって感情データを入力された個体である。この感情データは上位個体（後述）を介さない命令としてネットワークへの共有が拒絶されており、他の「妹達」への伝搬は成されないため、ただ一人データが入力されたこの個体は他の個体よりも感情表現が多彩となっている（ただし、いつもオドオドとしている）。また、女性週刊誌から知識を得て行ったダイエットの効果により、他の「妹達」よりスリムな体型をしている。『超電磁砲S』の「革命未明」編では、自分たちに人並みの感情を獲得させようと奔走した布束への恩義から、ミサカネットワークを介してジャーニーに与えられた外部コマンドの解除を手伝った。
冥土帰しの病院に残った個体は19090号と御坂妹（10032号）の他には、10039号、13577号がいる。

#### その他の個体
上記の面々以外、世界各地の研究機関には複数の「妹達」が預けられている。「残骸」事件や「原石」回収騒動に際し、ミサカネットワーク上に名前が登場している。
現状判明している個体の所在地は以下の通り。
| 検体番号 | 登場巻   | 現所在地域                 |
| -------- | -------- | -------------------------- |
| 10044号  | 8巻      |                            |
| 10050号  | SS2      | グアテマラ・サカパ         |
| 10089号  | 創約4巻  |                            |
| 10090号  | SS2      | フィリピン・ダヴァオ       |
| 10501号  | SS2      | オーストリア・ザルツブルク |
| 10774号  | 8巻      |                            |
| 10782号  | 新約20巻 | 南極                       |
| 10840号  | SS2      | ドイツ・ザルツギッター     |
| 10854号  | 8巻      | スペイン・セビリア         |
| 10855号  | SS2      | ポーランド・スタロガルト   |
| 11899号  | SS2      | ベネズエラ・ラ・パラグア   |
| 12053号  | SS2      | インド・アーメドナガル     |
| 12083号  | SS2      | タイ・チェンマイ           |
| 12481号  | SS2      | スロベニア・ツェリエ       |
| 13072号  | SS2      | フランス・アングレーム     |
| 14002号  | 8巻      |                            |
| 14014号  | SS2      |                            |
| 14333号  | SS2      | メキシコ・グアダラハラ     |
| 14458号  | 8巻      |                            |
| 15110号  | SS2      | アルゼンチン・デセアド     |
| 15113号  | SS2      | ポルトガル・ブラガンサ     |
| 15151号  | 新約20巻 | ブラジル・リオ             |
| 15327号  | SS2      | 韓国・クンサン             |
| 16360号  | 創約4巻  |                            |
| 16770号  | 8巻      | ドイツ・シュレスウィヒ     |
| 16836号  | SS2      | カナダ・ムースニー         |
| 17000号  | SS2      | イギリス・ガラシールズ     |
| 17009号  | SS2      | オーストラリア・シドニー   |
| 17203号  | SS2      | イタリア・ファエンツァ     |
| 17403号  | SS2      | ブラジル・コダジャス       |
| 18000号  | 新約20巻 | ベトナム                   |
| 18022号  | SS2      | スイス・ローザンヌ         |
| 18072号  | SS2      | ノルウェー・ベルゲン       |
| 18820号  | 8巻      | アメリカ・ケープケネディ   |
| 18829号  | SS2      |                            |
| 19002号  | 8巻      |                            |
| 19009号  | SS2      | 中国・ペキン               |
| 19348号  | SS2      | フィンランド・ロヴァニエミ |
| 19488号  | SS2      | スペイン・ログローニョ     |
| 19559号  | 創約4巻  |                            |
| 19900号  | SS2      | 南極                       |
| 19999号  | 8巻      | ロシア・ノボシビルスク     |
| 20000号  | 8巻      | ロシア・ノボシビルスク     |

## 打ち止め（ラストオーダー） / 20001号
本作のヒロインの1人。 声優は日高里菜。

### 人物（打ち止め）
外見は10歳前後の女の子で、頭頂部に大きなアホ毛がある（幼少期の美琴も同様）。「妹達」が反乱や暴走を起こした際に備えて製造された「上位個体」で、他の個体に対する制御や命令権を持つミサカネットワークの管理者（この場合「最終信号（ラストオーダー）」と表記される）。そのため、研究者サイドで扱いやすいように、他の個体よりも幼い状態にされている。
口調は「○○、ってミサカはミサカは××してみる（みたり）」で他とやや異なる（この場合の「ミサカ」は一人称の場合と「妹達」の総意の2通りある）。また、表情も豊かで明るい性格をしており、一方通行に裸を見られた時は恥ずかしがるなど、その点も他の個体と異なる。シビアで賢い面も持っており、一方通行を脅かせることもある。おもちゃのようなリップグロスを所持していたり、髪の毛や肌、爪の手入れをするなど女の子らしい一面も垣間見える。
また、記憶をミサカネットワーク内に共有してバックアップを取る癖があり、たとえ記憶の一部を喪失してもネットワークから回収することが可能。この癖のお陰で、自身が昏睡していた時もインデックスが「0930」事件で治療に用いた「歌」のデータを番外個体が回収できた。
「絶対能力進化実験」が凍結されたために培養器の中から出され、毛布1枚で一方通行の下に赴き助けを求めたことが、彼との出会いである。

#### 人間関係
自分を命懸けで救ってくれた一方通行をとても慕っており、外見年齢相応の我儘や悪戯で彼を振り回す一方、シリアスな場面では絶対的な信頼や親愛を示し、暴走した一方通行を救う「最後の希望」とも表記される。一方通行もまた打ち止め（と「妹達」）を守るため、奔走する。第三次世界大戦以降は一方通行を異性として意識するようになったらしく、彼が他の女性と仲良くしているところを見るか感じると嫉妬し、自分の胸の大きさを気にする言動を見せ始めている。
また、上条に対しても出会う以前から命を助けてもらったとして感謝の気持ちを抱いており、一方通行が木原数多率いる「猟犬部隊」からの襲撃を受けた際には、上条に彼の救出を懇願する。フレメア、フロイライン＝クロイトゥーネ、カブトムシ05（垣根）とは、「一端覧祭」中に知り合った友達である。

#### 生活（打ち止め）
8月24日までは研究施設で眠っており、1ヶ月を超える入院生活の後、10月9日からは第7学区にある黄泉川のマンションで生活している。同居人は、家主のほかに芳川、第三次世界大戦以降は、一方通行と番外個体で5人暮らし。

### 作中での行動（打ち止め）
8月24日に天井によりウイルスプログラムを頭に注入されたことで覚醒、研究所から脱走して学園都市を彷徨い、1週間後の8月31日に研究者と接点があると推測した一方通行に接触する。ウイルスの影響で昏倒するも一方通行の能力で治療され、銃撃された彼と同じ病院に入院する。9月14日には残骸から「樹形図の設計者」が再生されて「絶対能力者進化計画」が再開される事を懸念し、一方通行にその情報を教える。
9月30日には退院し、妹達を助けた上条に直接お礼を言うも、帰り道で木原数多率いる「猟犬部隊」に誘拐されてしまう。学園都市へ侵攻してきた前方のヴェントに対抗するべく、学習装置を使い脳にウイルス「ANGEL」を入力されヒューズ＝カザキリを現出させられるが、インデックスの「歌」による治療で救われた。その後は再入院したが、10月9日に退院。帰宅するためのタクシーを飛び降り、街で出会った初春と共に一方通行を探していたが、垣根との戦いで暴走した彼を鎮める。
10月下旬にはヒューズ＝カザキリと同種の存在であるエイワスが顕現したことで意識障害を起こし、治療法を求める一方通行と共にロシアを横断し、エリザリーナ独立国同盟に辿り着く。毒素が持続的に流され続ける状態であったため、エリザリーナの魔術や上条の「幻想殺し」でも治らなかったが、ヒューズ＝カザキリから「歌」の情報を得た一方通行の魔術によって症状が完治する。
大戦後は帰国、11月の「一端覧祭」前日にフレメアやフロイライン＝クロイトゥーネと友達になり、当日は自身がフロイライン＝クロイトゥーネに捕食されてミサカネットワークを手にすることを危惧した唯一の手で送り込まれた「未元物質」製のカブトムシの襲撃を受けるが、フレメアや寝返ったカブトムシ05と共にクロイトゥーネ救出のために奮闘した。12月、学園都市の機能停止に伴う疎開中は、芳川、番外個体と共にアラスカまで行っていた。
12月24日、「暗部」一掃を決意した一方通行への交渉材料となる事から、「暗部」存続派により誘拐されかけたが、居合わせた上条達の尽力で救助される。その後は御坂妹を護衛に一方通行が籠城する秘匿取調室に向かい、事態が終結すると自首した一方通行の元へ毎日面会に来ると約束する。

### 能力（打ち止め）
「妹達」と同じく「欠陥電気（レディオノイズ）」であり、レベル3相当。
「妹達」の上位個体であるため、他の個体に対する命令権を持つ。また、ヒューズ＝カザキリを強制的に現出させるために必要な個体でもあるため、先述の通りその身柄を狙われる事がある。

## 番外個体（ミサカワースト）
「第三次製造計画（サードシーズン）」によって製造された「妹達」。声優は加隈亜衣。

### 人物（番外個体）
検体番号は不明だが、製造時期からミサカシリーズの中では「末妹」に位置する。しかし、容姿は高校生くらいと従来の個体より肉体年齢が高い。目つきは鋭く、目の下には濃いクマがある。
同じくミサカネットワークに接続されているが、負の感情を優先して拾うよう調整されており、一方通行に対して強い憎悪を持つ。ただし、一方通行に関係しなくとも、性格的に悪意を持った表情や言動を取る。体内に取り付けられた装置によって唯一「最終信号」の上位命令を拒否できるが、打ち止めの感情がネットワーク内に広まって1つの意思と相互干渉を起こすとその影響を受け、負の感情を抽出して本人の意思に反する突拍子も無い行動を起こしてしまうことがある。
また、「ミサカ全体のために無償で行動した結果、悪意の塊である自分単体の存在意義が否定されそう」という理由から、妹達の中では例外的に上条に対して苦手意識を抱いている。

### 作中での行動（番外個体）
ロシアへ逃亡した一方通行を抹殺するためだけに製造された個体。実力的には一方通行からすれば他愛無い相手であるが、過去の出来事から「妹達」を守ると決めている今の一方通行にとっては最悪の相手であり、彼を精神的に苦しめる。また、打ち止めの殺害も命令されていたために一方通行は負けることもできず、和解した場合にも遠隔操作によって殺される（一方通行に死を見せつける）という徹底的に一方通行の精神を破壊することを目的にされていた。
精神崩壊寸前の一方通行によって行動不能にされた後、自殺して死を見せつけることで完全に精神を壊そうとしたが、一方通行によって一命は取り留められる。その後、エリザリーナ独立国同盟に運ばれ、一方通行との取引で学園都市へ一泡吹かせることを目的に、彼と共闘するようになる。
学園都市へ帰還した後、一方通行らと共に黄泉川家で共同生活を送っている。「新入生」の襲撃事件後、黒夜海鳥の監視を兼ねて上条らと共にハワイへ向かい、魔術結社「グレムリン」の計画阻止に奔走した。12月の学園都市からの疎開中は、芳川や打ち止めの護衛を兼ねてアラスカに行った。

### 能力（番外個体）
レベル4の発電能力。最大出力は2億ボルトと従来の個体より強力であり、美琴の「超電磁砲」より威力は劣るが、砂皿緻密が使用していた磁力狙撃砲と同様のものを使える。弾丸にはコインではなく鉄クギを使用。また、一方通行への対策としてミサカネットワークの情報から彼の攻撃を先読みできる。

## ドリー / 0号（プロトタイプ）
『とある科学の超電磁砲』において、幼少期の食蜂操祈が才人工房の研究施設で出会った個体。声優は小原好美。
「量産能力者（レディオノイズ）計画」以前における妹達のプロトタイプにあたり、クローンの短命を克服して長持ちさせるための実験とクローン間の情報共有を行うネットワーク構築の実験に使われていた。機械的な所作・言動の多い他の一般的な個体とは異なり、幼稚ながらもより人間らしい感情豊かな性格で、一人称は「私」である。作中の本来の時間軸ではすでに故人であるうえ、ミサカネットワークの確立が実験段階だった時期ということもあり、現在の妹達との繋がりは薄い。
外見年齢は中学生。身体には延命用の機械が多々埋め込まれており、その際に生じた傷跡が多数残っている。そのせいで友人の「みーちゃん」こと警策を失ったことからふさぎ込んでいたが、食蜂が精神操作で「みーちゃん」に成りすまし接したことから明るさを取り戻した。途中から成り代わりに気づきながらもあえて指摘せず、自分に付き合ってくれる食蜂と友情を育んでいったが、病状が悪化したために研究者たちの手で回収され、まもなくして息を引き取った。
しかし、情報共有実験のために同時期に製造されていた「妹」と呼ばれる別個体に記憶と経験のすべてが転送されており、「大覇星祭」の裏で起きた事件の終息後に木原幻生から情報を引き出した食蜂と警策によって研究施設から救出され、再会を果たした。以降は2人の庇護のもと学園都市で生活している。
能力は他の妹達同様の発電能力だが、オリジナルの美琴に似せるため整髪されている彼女たちと違って長髪であるため、髪でコイルとレールを形成してボルトやナットを撃ち出す小型の超電磁砲を使うことができる。

## 00000号（フルチューニング）
「量産能力者（レディオノイズ）計画」における妹達のプロトタイプにあたるということ以外詳細不明。SS2巻で「妹達」の会話に登場する。それによると、ミサカネットワークから切り離されているため、彼女たちも居場所を知らない。ドリーこと「0号（プロトタイプ）」とは別個体。

## 総体
ミサカネットワークそのものの総体としての「大きな意識」。明確な個としての体は持っておらず物理的末端である妹達の体を介して表出するしかない。それには制限があるらしく、打ち止めの体を介して現れた時は一方的な伝言のような形で言葉を伝えることしかできなかったが、オティヌスが作り変えた世界で10031号を介して上条と対面した時は会話が成立していた。いつ、どの時期からは不明だが、学園都市での上条や一方通行達を見守っており、上条とトールの戦いも観測していた。また、番外個体のような第三次製造計画の個体はミサカネットワークへの後付の割り込みという形のため、総体の構成には含まれていない。語尾に「/return」「/escape」「/backspace」と付けるのが特徴。また発電能力によって上条を知る者達の声も記録している。この記録はオティヌスが幸せな世界を作り出した際、上条に聞かせて彼を再起させる切り札にもなりえたが、総体自身が上条自らの意思で再起させるためにあえて使用しなかった。総意として上条に好意的。対して一方通行は「罪人」であるため辛辣であり、自分達だけが糾弾する権利を持つと考えている。
20001体で一つのシステムであるため、すでに死亡した10031体の記憶も蓄えられており、生者とも死者ともいえない存在である。その影響でオティヌスが生死を明確に分けて完成させた「死者の軍勢」から抜け落ちており、世界の製作者であるオティヌスと「基準点」の上条以外で唯一元の世界の記憶を保持していた。しかし、実際はオティヌスの魔術の影響が遅れていただけで再生された10031体のクローンの意識によって自分の存在が別のものに塗りつぶされる危機（総体曰く単純な死よりもおぞましい模様）にあり、辛うじて存在維持できるわずかに残された時間を使って、自分の現状や上条の仲間達の記録などを一切告げずに上条を自分自身の意思で再起させた。その後は自身の予想通りに別物として塗りつぶされ、上条の部屋で次の世界ではなく元の世界で上条と会う事を決意して消滅したが、上条がオティヌスとの決着後、元の世界と共に復活。オティヌスを助けた上条の動向を爆笑しながら見守りつつ、学園都市から上条とオティヌス抹殺の依頼を受けた一方通行が本気を出さずにわざと上条に負けると、デンマークにいた妹達の体を借りて一方通行と再会。一方通行が成長したことを評価すると、足止めとして意識を失った妹達を一方通行に預けた。
クイーンブリタニア号内でのネフテュス戦で、バックドアからミサカネットワークに接続した「ゲスト」のクリファパズル545へ接触、彼女へ最適な力と権限を貸与することで「人造の樹」の創造を助けた。